# L'avventura (singolo)
L'avventura è un singolo del cantautore italiano Giovanni Truppi, pubblicato il 1º luglio 2021.

## Tracce
1. L'avventura – 4:09